# China O'Brien
China O'Brien è un film sino-statunitense del 1990 diretto da Robert O'Clouse. Il film ha avuto un sequel China O'Brien II dello stesso anno con la stessa protagonista e lo stesso regista.

## Trama
Lori O'Brien detto China agente di polizia e allenatrice di arti marziali si dimette e torna nella città dove è cresciuta, e tra l'altro è in mano a dei criminali che gli uccidono il padre, costringendo China a vendicarsi e a ripulire la città.